# 39 (liczba)
39 (trzydzieści dziewięć) – liczba naturalna następująca po 38 i poprzedzająca 40.
39 jest sumą pięciu kolejnych liczb pierwszych (3 + 5 + 7 + 11 + 13) i sumą pierwszych trzech potęg trójki {\displaystyle (3^{1}+3^{2}+3^{3}).}

## 39 w nauce
- liczba atomowa itru
- obiekt na niebie Messier 39
- galaktyka NGC 39
- planetoida (39) Laetitia

## 39 w kalendarzu
39. dniem w roku jest 8 lutego. Zobacz też co wydarzyło się w 39 roku n.e.

## Inne
- Judaizm i protestantyzm za kanoniczne uznają 39. ksiąg Starego Testamentu.